# Gowdeya picta
Gowdeya picta är en insektsart som beskrevs av Boris Petrovich Uvarov 1923. Gowdeya picta ingår i släktet Gowdeya och familjen gräshoppor. Inga underarter finns listade i Catalogue of Life.